# Amdschad Badr
Amdschad Badr (arabisch أمجد بدر, DMG Amǧad Badr; * 1969 in Damaskus, Syrien) ist ein syrischer Naturwissenschaftler und Politiker. Am 29. März 2025 wurde er vom syrischen Präsidenten Ahmed al-Scharaa zum parteilosen Minister für Minister für Landwirtschaft und Agrarreform in der zweiten syrischen Übergangsregierung ernannt. Er gehört der Bevölkerungsgruppe der syrischen Drusen an.

## Werdegang
Badr wurde 1969 im Gouvernement as-Suwaida geboren und stammt aus der Bevölkerungsgruppe der syrischen Drusen. 1993 schloss er sein Agrarstudium an der Universität Damaskus mit Spezialisierung in Agrarwirtschaft ab. Danach erwarb er an der Universität Aleppo sowohl einen Master- als auch einen Doktortitel in Agrarwirtschaft. Während seines Studiums forschte er über moderne Bewässerungstechniken und deren Auswirkungen auf die Produktivität von Weizen in Syrien.
Badr hatte mehrere Forschungspositionen bei der Generalkommission für wissenschaftliche Agrarforschung inne, insbesondere im Forschungszentrum as-Suwaida. Er beteiligte sich an zahlreichen sozioökonomischen Studien im Zusammenhang mit dem Agrarsektor und arbeitete mit dem International Center for Agricultural Research in the Dry Areas (ICARDA) bei mehreren Entwicklungsprojekten zusammen. Badr hat Forschungsarbeiten über die Produktivität von Weizen, die Effizienz von Bewässerungstechnologien und die wirtschaftliche Rentabilität von Agrarsystemen veröffentlicht. Daneben hielt er Vorträge auf internationalen Konferenzen zum Thema Wasserressourcenmanagement und nachhaltige Landwirtschaft.
Bei der Bildung der zweiten syrischen Übergangsregierung am 29. März 2025 wurde Badr zum Minister für Landwirtschaft und Agrarreform ernannt. In seiner Antrittsrede betonte er die Bedeutung einer nachhaltigen Nutzung der ökologischen Vielfalt Syriens zur Verbesserung der nationalen Ernährungssicherheit. Er plant, weitreichende Agrarreformen durchführen, um die Produktivität zu steigern und einen nachhaltigen Umgang mit den natürlichen Ressourcen zu fördern.